# Maher El-Beheiry
Maher El-Beheiry  (Arabisch: ماهر البحيري, Māhir al-Buḥairī)  (Gizeh, 17 maart 1943) het hoofd van het Constitutioneel Gerechtshof van Egypte.